# Capra pyrenaica hispanica
La cabra montesa hispánica (Capra pyrenaica hispanica) es la subespecie de cabra montés más ampliamente distribuida por la península ibérica.

## Hábitat
Sus efectivos se encuentran diseminados por una serie de serranías cercanas al Mediterráneo, siendo la población principal la que ocupa Sierra Nevada. Ocupa esta subespecie los puertos de Tortosa-Beceite, el Maestrazgo (turolense y castellonense), la serranía de Cuenca, Muela de Cortes, la Sierra de Alcaraz, la de Cazorla y Segura, Sierra Madrona, Sierra Nevada, Sierra de Lújar y Sierra de la Contraviesa, las sierras de Tejeda y Almijara, la serranía de Ronda y la sierra de Grazalema.

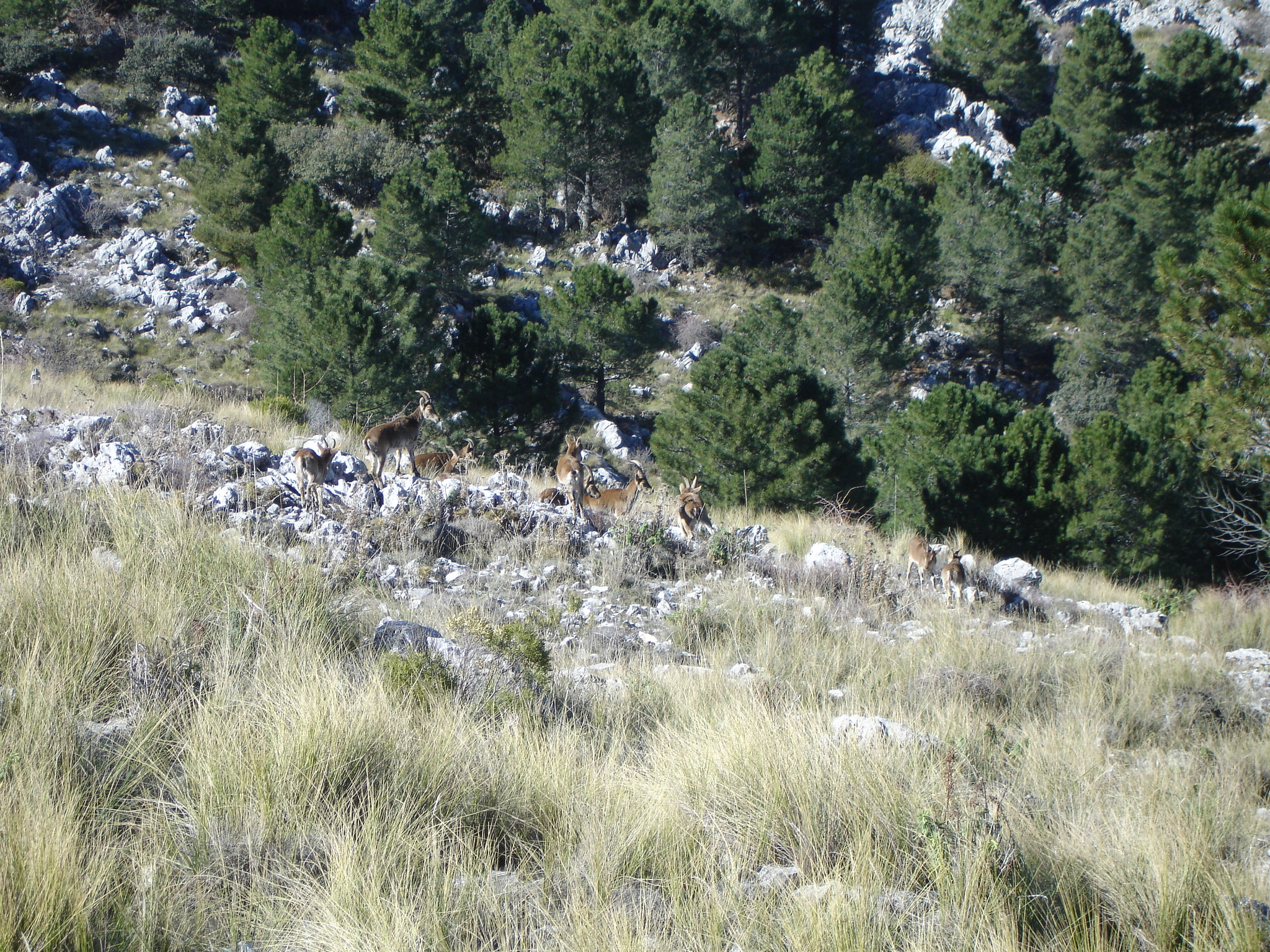
Rebaño en Grazalema
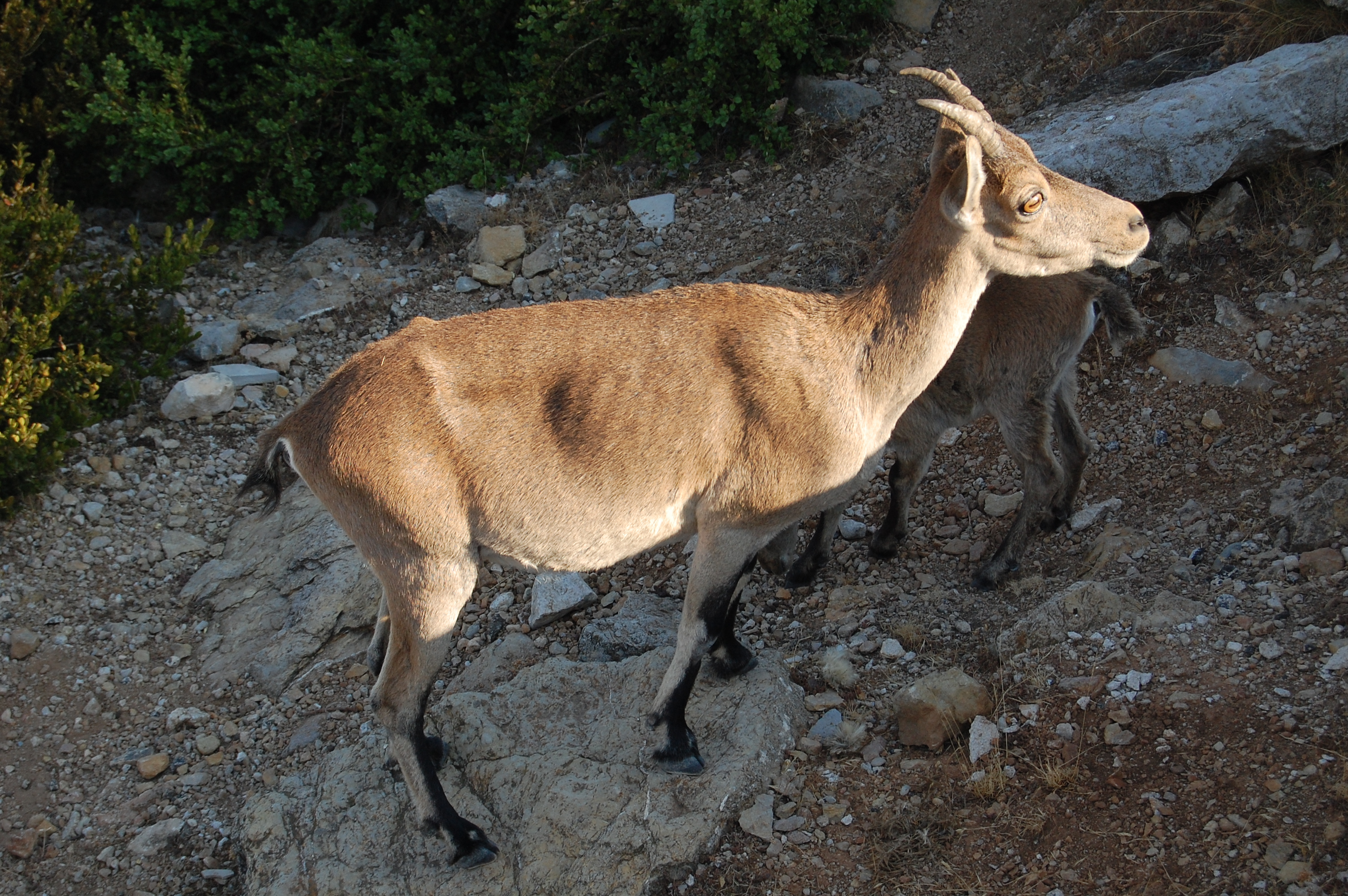
Ejemplar de Mont Caro (Puertos de Tortosa-Beceite)